# József Györkös
József Györkös, madžarsko-slovenski informatik, profesor in politik, * 18. april 1961, Maribor.
Med letoma 2001 in 2004 je bil državni sekretar Republike Slovenije na Ministrstvu za informacijsko družbo (minister Pavel Gantar). Aktivno je sodeloval pri pripravi strategije držav kandidatk EU eEurope 2003+ in pri predpridružitvenem usklajevanju zakonodaje Republike Slovenije z evropsko zakonodajo. Usmerjal je pripravo in izvajanje strategije Republika Slovenija v informacijski družbi (sprejeta na seji Vlade RS dne 13. februarja 2003).
Od 22. novembra 2008 do 2. junija 2011 pa državni sekretar na Ministrstvu za visoko šolstvo, znanost in tehnologijo. Mandat mu je prenehal z odstopom ministra Gregorja Golobiča. Med izpostavljenimi projekti ministrstva, v katerih je aktivno sodeloval, so bili: Nacionani program visokega šolstva 2011-2020, Raziskovalno inovacijska strategija Republike Slovenije 2011-2020, sprememba načina financiranja visokošolski zavodov, prehod na digitalno prizemno televizijsko oddajanje (t. i. digitalni prehod) in mednarodne aktivnosti (Organizacija za gospodarsko sodelovanje in razvoj OECD, Organizacija Združenih narodov za izobraževanje, znanost in kulturo UNESCO, bilaterala z državami zunaj EU, kot so Indija, Rusija, Tunizija, Izrael in drugo).
Na državnozborskih volitvah leta 2011 je kandidiral na listi Zares.
Dela kot redni profesor na študijskih programih Informatika in tehnologije komuniciranje ter Medijske komunikacije na Univerzi v Mariboru, Fakulteta za elektrotehniko, računalništvo in informatiko.
Je sopodpisnik pobude za javno razpravo o sporazumu ACTA
Januarja leta 2013 je bil na podlagi razpisa Evropske komisije imenovan za člana in nato izvoljen za predsednika Svetovalnega foruma CONNECT za raziskave in inovacije na področju informacajsko komunikacijskih tehnologij (v angleščini: CAF: Advisory Forum for ICT Research and Innovation. Glavna naloga foruma je svetovanje Evropski komisiji (Generalnemu direktoratu za komunikacije, omrežja, vsebine in tehnologije (DG CONNECT)) pri pripravi in izvedbi raziskovalnega programa Obzorja 2020 work programme, regarding the relevant challenge/part of the Specific Programme.
Od 20. 10. 2014 do konca mandata leta 2019 je bil direktor Javne agencije za raziskovalno dejavnost Republike Slovenije (ARRS), čemur je sledil šestmesečni mandat vršilca dolžnosti direktorja te ustanove. Med dosežki mandata so posebej poudarjene spremembe evalvacijskega sistema, odmik od kvantitativnega vrednotenja raziskovalnedejavnosti in poudarjeno mednarodno sodelovanje v okviru mednarodnega združenje Science Europe in z drugimi sorodnimi ustanovami na bilateralni ali multilateralni ravni (Povzetek realizacije strateških ciljev ARRS v mandatnem obdobju 2014–2019). Leta 2020 se je prijavil na javni natečaj za direktorja agencije, ter bil dne 30. 1. 2020 s strani Upravnega odbora agencije izbran in predlagan za direktorja agencije za naslednje petletno obdobje. Minister dr. Jernej Pikalo, ki je v takratnem obdobju vodil pristojno ministrstvo, predloga imenovanja ni posredoval na 13. Vlado Republike Slovenije, to je storila šele naslednja ministrica dr. Simona Kustec, vendar je predlog Upravnega odbora agencije 14. Vlada Republike Slovenije na svoji 11. redni seji dne 16. 4. 2020 brez obrazložitve zavrnila.
Od maja 2020 je ponovno polno zaposlen kot redni profesor na študijskih programih Informatika in tehnologije komuniciranje ter Medijske komunikacije na Univerzi v Mariboru, Fakulteta za elektrotehniko, računalništvo in informatiko.